# Kim Borg
Kim Borg, född 7 augusti 1919 i Helsingfors i Finland, död 28 april 2000 i Humlebæk i Danmark, var en finländsk operasångare (bas) och sånglärare.
Han var främst känd för sina tolkningar som Boris Godunov, don Giovanni, Osmin i Enleveringen ur seraljen, Scarpia i Tosca, Gremin i Eugen Onegin och Sarastro i Trollflöjten.

## Utbildning
Borg studerade sång för Heikki Teittinen vid Sibelius-Akademin i Helsingfors under åren 1936–1941 och 1945–1947, där fick han också utbildning i teori och komposition för Leo Funtek och Aarre Merikanto. Därefter fortsatte han med sångstudier för Andrejewa de Skilondz i Stockholm (1950–1959). Han tog även examen i biokemi vid Helsingfors universitet 1946.

## Karriär
Borg debuterade som konsertsångare i Helsingfors 1947. Han bodde från början av 1950-talet i Danmark och gjorde debut 1951 på Den jyske opera i Århus som Colline i Puccinis La Bohème. Utöver sina konsertframträdanden, sjöng han regelbundet opera i Helsingfors och Köpenhamn (1952–1970), Stockholm (1963–1975) och Hamburg (1964–1970). Han fick sitt genombrott vid Det Kongelige Teater i Köpenhamn 1952, där han även fick ett gästkontrakt. På Metropolitan debuterade han i oktober 1959 som greve Almaviva i Mozarts Figaros bröllop. Han framträdde där under de tre följande säsongerna, fram till 1962. Han gjorde Boris Godunov i Moskva 1961.
Han verkade som professor i sång vid Det Kongelige Danske Musikkonservatorium 1972–1989, och drog sig tillbaka från scenen 1980. Han publicerade flera böcker, skrev orkesterverk, kammarmusik, ett Stabat Mater och sånger. Han orkestrerade också kompositioner av Mussorgsky och Wolf.
Utöver Boris Godunov var han framgångsrik i roller som Osmin, Don Giovanni, kung Marke, Hans Sachs, kung Filip II, Pimen, Gremin, Rossinis Don Basilio, Debussys Arkel.

## Familj
Borg var son till arkitekten Kaarlo Nathanael Borg och dennes hustru Lea Hillervo Ainikki Stenius. Han var gift med Ebon Karin Ingeborg Ringblom som han fick två barn med.
Han är begravd på Sandudds begravningsplats i Helsingfors.

## Teater

### Roller (urval)
- 1952 – Émile de Becque i South Pacific av Richard Rodgers, Oscar Hammerstein och Joshua Logan, regi Sven Aage Larsen, Oscarsteatern[5]

## Inspelningar
Det finns inspelningar av Kim Borg där han gör
- Abner i Saul och David av Carl Nielsen
- Shigolch i Lulu av Alban Berg
- både talaren och den andre beväpnade mannen i Trollflöjten av Wolfgang Amadeus Mozart
- bas- eller barytonsolona i
  - Requiem av Mozart
  - Missa solemnis av Ludwig van Beethoven
  - Messa da requiem av Giuseppe Verdi
  - Stabat mater av Gioacchino Rossini
  - Skapelsen av Joseph Haydn
  - The Dream of Gerontius av Edward Elgar

Han har även gjort en inspelning av Musorgskij Dödens sånger och danser.

## Sagt om Kim Borg
| ”                                                                         | Han hade en omfattande, resonant, varm röst och ett ansett artisteri. | „ |
| – dödsrunan om Kim Borg i den brittiska tidskriften Gramophone, juli 2000 |                                                                       |   |

## Utmärkelser
- Pro Finlandia-medaljen av Finlands Lejons orden,  1962[1]
- Första graden av Österrikes hederskors för vetenskap och konst,  1964[2]
- Kommendör av Nordstjärneorden[1]
- Kommendörstecknet av Finlands Lejons orden[1]
- Frihetskorsets 4. klass[1]
- Riddartecknet av I klass av Finlands Vita Ros’ orden[1]
- Riddare av Dannebrogorden[1]

[Redigera Wikidata]